# Alapaha (Géorgie)
Pour la rivière, voir Alapaha.
La ville américaine d’Alapaha est située dans le comté de Berrien, dans l’État de Géorgie. Lors du recensement de 2020, sa population s’élevait à 481 habitants.

## Démographie
| 1880 | 1890 | 1900 | 1910 | 1920 | 1930 |
| ---- | ---- | ---- | ---- | ---- | ---- |
| 157  | 449  | 429  | 532  | 503  | 270  |

| 1940 | 1950 | 1960 | 1970 | 1980 | 1990 |
| ---- | ---- | ---- | ---- | ---- | ---- |
| 494  | 505  | 631  | 633  | 771  | 812  |

| 2000 | 2010 | 2020 | - | - | - |
| ---- | ---- | ---- | - | - | - |
| 682  | 668  | 481  | - | - | - |

## Source
- (en) Cet article est partiellement ou en totalité issu de l’article de Wikipédia en anglais intitulé « Alapaha, Georgia » (voir la liste des auteurs).